# Orfelia mathesoni
Orfelia mathesoni är en tvåvingeart som beskrevs av Lane 1961. Orfelia mathesoni ingår i släktet Orfelia och familjen platthornsmyggor. Inga underarter finns listade i Catalogue of Life.